# Hàng giáo phẩm Công giáo Việt Nam thập niên 2010

## Hàng giáo phẩm 2010
Hàng giáo phẩm Việt Nam tính đến ngày 1 tháng 1 năm 2010.
| STT | Giáo phận                      | Giám mục thuộc Giáo phận                                                          | Vai trò trong Hội đồng Giám mục Nhiệm kỳ 2007 - 2010 |
| --- | ------------------------------ | --------------------------------------------------------------------------------- | ---------------------------------------------------- |
| 1   | Tổng giáo phận Hà Nội          | Giuse Ngô Quang Kiệt Lôrensô Chu Văn Minh                                         |                                                      |
| 2   | Giáo phận Bắc Ninh             | Cosma Hoàng Văn Đạt                                                               |                                                      |
| 3   | Giáo phận Bùi Chu              | Giuse Hoàng Văn Tiệm                                                              |                                                      |
| 4   | Giáo phận Hải Phòng            | Giuse Vũ Văn Thiên                                                                |                                                      |
| 5   | Giáo phận Hưng Hóa             | Antôn Vũ Huy Chương                                                               |                                                      |
| 6   | Giáo phận Lạng Sơn và Cao Bằng | Giuse Đặng Đức Ngân                                                               |                                                      |
| 7   | Giáo phận Phát Diệm            | Giuse Nguyễn Văn Yến Giuse Nguyễn Năng                                            |                                                      |
| 8   | Giáo phận Thái Bình            | Phanxicô Xaviê Nguyễn Văn Sang Phêrô Nguyễn Văn Đệ                                |                                                      |
| 9   | Giáo phận Thanh Hóa            | Giuse Nguyễn Chí Linh                                                             |                                                      |
| 10  | Giáo phận Vinh                 | Phaolô Maria Cao Đình Thuyên                                                      |                                                      |
| 11  | Tổng Giáo phận Huế             | Stêphanô Nguyễn Như Thể Phanxicô Xaviê Lê Văn Hồng                                |                                                      |
| 12  | Giáo phận Ban Mê Thuột         | Giuse Trịnh Chính Trực Giuse Nguyễn Tích Đức Vinh Sơn Nguyễn Văn Bản              |                                                      |
| 13  | Giáo phận Đà Nẵng              | Phanxicô Xaviê Nguyễn Quang Sách Phaolô Tịnh Nguyễn Bình Tĩnh Giuse Châu Ngọc Tri |                                                      |
| 14  | Giáo phận Kon Tum              | Alexis Phạm Văn Lộc Phêrô Trần Thanh Chung Micae Hoàng Đức Oanh                   |                                                      |
| 15  | Giáo phận Nha Trang            | Phaolô Nguyễn Văn Hòa Giuse Võ Đức Minh                                           |                                                      |
| 16  | Giáo phận Qui Nhơn             | Phêrô Nguyễn Soạn                                                                 |                                                      |
| 17  | Tổng Giáo phận TP.HCM          | Tập tin:Mũ hồng y.png Gioan Baotixita Phạm Minh Mẫn · Phêrô Nguyễn Văn Khảm       |                                                      |
| 18  | Giáo phận Bà Rịa               | Tôma Nguyễn Văn Trâm                                                              |                                                      |
| 19  | Giáo phận Cần Thơ              | Emmanuel Lê Phong Thuận Stêphanô Tri Bửu Thiên                                    |                                                      |
| 20  | Giáo phận Đà Lạt               | Phêrô Nguyễn Văn Nhơn                                                             |                                                      |
| 21  | Giáo phận Long Xuyên           | Gioan Baotixita Bùi Tuần Giuse Trần Xuân Tiếu                                     |                                                      |
| 22  | Giáo phận Mỹ Tho               | Phaolô Bùi Văn Đọc                                                                |                                                      |
| 23  | Giáo phận Phan Thiết           | Nicôla Huỳnh Văn Nghi Phaolô Nguyễn Thanh Hoan Giuse Vũ Duy Thống                 |                                                      |
| 24  | Giáo phận Phú Cường            | Phêrô Trần Đình Tứ                                                                |                                                      |
| 25  | Giáo phận Vĩnh Long            | Antôn Nguyễn Văn Thiện Giacôbê Nguyễn Văn Mầu Tôma Nguyễn Văn Tân                 |                                                      |
| 26  | Giáo phận Xuân Lộc             | Đa Minh Nguyễn Chu Trinh Tôma Vũ Đình Hiệu                                        |                                                      |

Ghi chú:
- : Hồng y đương nhiệm
- : Tổng giám mục
- : Giám mục Phó/ Tổng giám mục Phó
- : Giám mục phụ tá, Đại diện tông tòa
- : Nguyên giám mục phụ tá
- : Giám quản tông tòa, nguyên giám mục/tổng giám mục chính tòa

## Hàng giáo phẩm 2019
Hàng giáo phẩm Việt Nam tính đến ngày 1 tháng 1 năm 2019.
| STT | Giáo phận                      | Giám mục thuộc Giáo phận | Vai trò trong Hội đồng Giám mục Nhiệm kỳ 2016 - 2019                           |
| --- | ------------------------------ | --- | ------------------------------------------------------------------------------ |
| 1   | Tổng giáo phận Hà Nội          | Giuse Ngô Quang Kiệt · Tập tin:Mũ hồng y.png Phêrô Nguyễn Văn Nhơn · Giuse Vũ Văn Thiên · Lôrensô Chu Văn Minh                     | Phó Tổng Thư ký                                                                |
| 2   | Giáo phận Bắc Ninh             | Cosma Hoàng Văn Đạt |                                                                                |
| 3   | Giáo phận Bùi Chu              | Tôma Vũ Đình Hiệu | Chủ tịch Ủy ban Bác ái Xã hội - Caritas                                        |
| 4   | Giáo phận Hà Tĩnh              | Phaolô Nguyễn Thái Hợp | Chủ tịch Ủy ban Công lý và Hòa bình                                            |
| 5   | Giáo phận Hải Phòng            | Trống tòa Giám quản Tông Tòa Giuse Vũ Văn Thiên                                                                                    |                                                                                |
| 6   | Giáo phận Hưng Hóa             | Gioan Maria Vũ Tất |                                                                                |
| 7   | Giáo phận Lạng Sơn và Cao Bằng | Giuse Châu Ngọc Tri | Chủ tịch Ủy ban Mục vụ Gia đình                                                |
| 8   | Giáo phận Phát Diệm            | Giuse Nguyễn Văn Yến Giuse Nguyễn Năng                                                                                             | Phó Chủ tịch                                                                   |
| 9   | Giáo phận Thái Bình            | Phêrô Nguyễn Văn Đệ | Chủ tịch Ủy ban Tu sĩ                                                          |
| 10  | Giáo phận Thanh Hóa            | Giuse Nguyễn Đức Cường |                                                                                |
| 11  | Giáo phận Vinh                 | Phaolô Maria Cao Đình Thuyên Anphong Nguyễn Hữu Long Phêrô Nguyễn Văn Viên                                                         | Chủ tịch Ủy ban Loan báo Tin Mừng Chủ tịch Ủy ban Mục vụ Giới trẻ và Thiếu nhi |
| 12  | Tổng Giáo phận Huế             | Stêphanô Nguyễn Như Thể Phanxicô Xaviê Lê Văn Hồng Giuse Nguyễn Chí Linh                                                           | Chủ tịch                                                                       |
| 13  | Giáo phận Ban Mê Thuột         | Vinh Sơn Nguyễn Văn Bản | Chủ tịch Ủy ban Thánh nhạc                                                     |
| 14  | Giáo phận Đà Nẵng              | Phaolô Tịnh Nguyễn Bình Tĩnh Giuse Đặng Đức Ngân                                                                                   | Chủ tịch Ủy ban Văn hóa                                                        |
| 15  | Giáo phận Kon Tum              | Phêrô Trần Thanh Chung Micae Hoàng Đức Oanh Aloisiô Nguyễn Hùng Vị                                                                 |                                                                                |
| 16  | Giáo phận Nha Trang            | Giuse Võ Đức Minh | Chủ tịch Ủy ban Kinh Thánh                                                     |
| 17  | Giáo phận Qui Nhơn             | Phêrô Nguyễn Soạn Mátthêu Nguyễn Văn Khôi                                                                                          | Chủ tịch Ủy ban Nghệ thuật Thánh                                               |
| 18  | Tổng Giáo phận TP.HCM          | Tập tin:Mũ hồng y.png Gioan Baotixita Phạm Minh Mẫn · Trống tòa · Giám quản Tông Tòa () Giuse Đỗ Mạnh Hùng · Louis Nguyễn Anh Tuấn | Chủ tịch Ủy ban Mục vụ Di dân                                                  |
| 19  | Giáo phận Bà Rịa               | Tôma Nguyễn Văn Trâm Emmanuel Nguyễn Hồng Sơn                                                                                      | Chủ tịch Ủy ban Phụng tự                                                       |
| 20  | Giáo phận Cần Thơ              | Stêphanô Tri Bửu Thiên |                                                                                |
| 21  | Giáo phận Đà Lạt               | Antôn Vũ Huy Chương Đa Minh Nguyễn Văn Mạnh                                                                                        | Chủ tịch Ủy ban Giáo sĩ - Chủng sinh                                           |
| 22  | Giáo phận Long Xuyên           | Gioan Baotixita Bùi Tuần Giuse Trần Xuân Tiếu Giuse Trần Văn Toản                                                                  | Chủ tịch Ủy ban Giáo dân                                                       |
| 23  | Giáo phận Mỹ Tho               | Phêrô Nguyễn Văn Khảm | Tổng Thư ký                                                                    |
| 24  | Giáo phận Phan Thiết           | Trống tòa Giám quản Tông Tòa Tôma Nguyễn Văn Trâm                                                                                  |                                                                                |
| 25  | Giáo phận Phú Cường            | Phêrô Trần Đình Tứ Giuse Nguyễn Tấn Tước                                                                                           | Chủ tịch Ủy ban Truyền thông Xã hội                                            |
| 26  | Giáo phận Vĩnh Long            | Phêrô Huỳnh Văn Hai |                                                                                |
| 27  | Giáo phận Xuân Lộc             | Đa Minh Nguyễn Chu Trinh Giuse Đinh Đức Đạo Gioan Đỗ Văn Ngân                                                                      | Chủ tịch Ủy ban Giáo dục Công giáo Chủ tịch Ủy ban Giáo lý Đức tin             |

Ghi chú:
- : Hồng y đương nhiệm
- : Tổng giám mục
- : Giám mục Phó/ Tổng giám mục Phó
- : Giám mục phụ tá, Đại diện tông tòa
- : Nguyên giám mục phụ tá
- : Giám quản tông tòa, nguyên giám mục/tổng giám mục chính tòa

## Hàng giáo phẩm hiện tại
Hàng giáo phẩm Việt Nam hiện tại.
| STT | Giáo phận                      | Giám mục thuộc Giáo phận | Vai trò trong Hội đồng Giám mục Nhiệm kỳ 2016 - 2019                           |
| --- | ------------------------------ | --- | ------------------------------------------------------------------------------ |
| 1   | Tổng giáo phận Hà Nội          | Giuse Ngô Quang Kiệt · Tập tin:Mũ hồng y.png Phêrô Nguyễn Văn Nhơn · Lôrensô Chu Văn Minh · Giuse Vũ Văn Thiên ·                   | Phó Tổng Thư ký                                                                |
| 2   | Giáo phận Bắc Ninh             | Cosma Hoàng Văn Đạt |                                                                                |
| 3   | Giáo phận Bùi Chu              | Tôma Vũ Đình Hiệu | Chủ tịch Ủy ban Bác ái Xã hội - Caritas                                        |
| 4   | Giáo phận Hà Tĩnh              | Phaolô Nguyễn Thái Hợp | Chủ tịch Ủy ban Công lý và Hòa bình                                            |
| 5   | Giáo phận Hải Phòng            | Trống tòa Giám quản Tông Tòa Giuse Vũ Văn Thiên                                                                                    |                                                                                |
| 6   | Giáo phận Hưng Hóa             | Gioan Maria Vũ Tất |                                                                                |
| 7   | Giáo phận Lạng Sơn và Cao Bằng | Giuse Châu Ngọc Tri | Chủ tịch Ủy ban Mục vụ Gia đình                                                |
| 8   | Giáo phận Phát Diệm            | Giuse Nguyễn Văn Yến Giuse Nguyễn Năng                                                                                             | Phó Chủ tịch                                                                   |
| 9   | Giáo phận Thái Bình            | Phêrô Nguyễn Văn Đệ | Chủ tịch Ủy ban Tu sĩ                                                          |
| 10  | Giáo phận Thanh Hóa            | Giuse Nguyễn Đức Cường |                                                                                |
| 11  | Giáo phận Vinh                 | Phaolô Maria Cao Đình Thuyên Anphong Nguyễn Hữu Long Phêrô Nguyễn Văn Viên                                                         | Chủ tịch Ủy ban Loan báo Tin Mừng Chủ tịch Ủy ban Mục vụ Giới trẻ và Thiếu nhi |
| 12  | Tổng Giáo phận Huế             | Stêphanô Nguyễn Như Thể Phanxicô Xaviê Lê Văn Hồng Giuse Nguyễn Chí Linh                                                           | Chủ tịch                                                                       |
| 13  | Giáo phận Ban Mê Thuột         | Vinh Sơn Nguyễn Văn Bản | Chủ tịch Ủy ban Thánh nhạc                                                     |
| 14  | Giáo phận Đà Nẵng              | Phaolô Tịnh Nguyễn Bình Tĩnh Giuse Đặng Đức Ngân                                                                                   | Chủ tịch Ủy ban Văn hóa                                                        |
| 15  | Giáo phận Kon Tum              | Phêrô Trần Thanh Chung Micae Hoàng Đức Oanh Aloisiô Nguyễn Hùng Vị                                                                 |                                                                                |
| 16  | Giáo phận Nha Trang            | Giuse Võ Đức Minh | Chủ tịch Ủy ban Kinh Thánh                                                     |
| 17  | Giáo phận Qui Nhơn             | Phêrô Nguyễn Soạn Mátthêu Nguyễn Văn Khôi                                                                                          | Chủ tịch Ủy ban Nghệ thuật Thánh                                               |
| 18  | Tổng Giáo phận TP.HCM          | Tập tin:Mũ hồng y.png Gioan Baotixita Phạm Minh Mẫn · Trống tòa · Giám quản Tông Tòa () Giuse Đỗ Mạnh Hùng · Louis Nguyễn Anh Tuấn | Chủ tịch Ủy ban Mục vụ Di dân                                                  |
| 19  | Giáo phận Bà Rịa               | Tôma Nguyễn Văn Trâm Emmanuel Nguyễn Hồng Sơn                                                                                      | Chủ tịch Ủy ban Phụng tự                                                       |
| 20  | Giáo phận Cần Thơ              | Stêphanô Tri Bửu Thiên |                                                                                |
| 21  | Giáo phận Đà Lạt               | Antôn Vũ Huy Chương Đa Minh Nguyễn Văn Mạnh                                                                                        | Chủ tịch Ủy ban Giáo sĩ - Chủng sinh                                           |
| 22  | Giáo phận Long Xuyên           | Gioan Baotixita Bùi Tuần Giuse Trần Xuân Tiếu Giuse Trần Văn Toản                                                                  | Chủ tịch Ủy ban Giáo dân                                                       |
| 23  | Giáo phận Mỹ Tho               | Phêrô Nguyễn Văn Khảm | Tổng Thư ký                                                                    |
| 24  | Giáo phận Phan Thiết           | Trống tòa Giám quản Tông Tòa Tôma Nguyễn Văn Trâm                                                                                  |                                                                                |
| 25  | Giáo phận Phú Cường            | Phêrô Trần Đình Tứ Giuse Nguyễn Tấn Tước                                                                                           | Chủ tịch Ủy ban Truyền thông Xã hội                                            |
| 26  | Giáo phận Vĩnh Long            | Phêrô Huỳnh Văn Hai |                                                                                |
| 27  | Giáo phận Xuân Lộc             | Đa Minh Nguyễn Chu Trinh Giuse Đinh Đức Đạo Gioan Đỗ Văn Ngân                                                                      | Chủ tịch Ủy ban Giáo dục Công giáo Chủ tịch Ủy ban Giáo lý Đức tin             |

Ghi chú:
- : Hồng y đương nhiệm
- : Tổng giám mục
- : Giám mục Phó/ Tổng giám mục Phó
- : Giám mục phụ tá, Đại diện tông tòa
- : Nguyên giám mục phụ tá
- : Giám quản tông tòa, nguyên giám mục/tổng giám mục chính tòa